# 陳金海
陳金海，在中國大陸地區又被稱為陳強尼（1957年—），生于中国广东省广州市，童年居於香港，後移民至美國，现居住于美国内华达州拉斯维加斯，是一名美籍华裔职业扑克玩家。他至今赢得了10个世界扑克大赛手镯，其中包括1987和1988年两个连续的世界扑克大赛主赛事冠军头衔。由於在香港長大，陳因此被稱為「香港賭神」，據知曾在1990年代初期風靡華人世界的電影「賭神」等香港賭片，主人翁的原型便是Johnny Chan。
他亦曾在麥·迪文主演的荷里活電影《天才遊戲》中客串，2009年香港電影《撲克王》中，陳亦客串飾演主角古天樂的師父。

## 早年生活
陳金海和他的家人于1962年从广州移居到香港，随后于1968年移居到凤凰城， 并于1973年定居在休斯敦，他的家人在休斯敦经营自己的餐馆。他原本打算继续家族生意，可是在16岁时游览过拉斯维加斯后，他决定从休斯敦大学的饭店旅馆管理专业退学，搬去拉斯维加斯，成为一名职业赌徒。那年他才21岁。

## 扑克职业生涯
陳金海把他一些早年的成功归功于那时候许多玩家没有和亚洲玩家对练过。80年代末，在连续赢得2届世界扑克大赛的冠军头衔后（1987年和1988年），他的名字传遍了世界。1988年世界扑克巡回赛决赛的录像还被电影 《Rounders》 采用，陈也在其中客串了一段情節。在随后的1989年世界扑克巡回赛中，他眼看就要得到三连冠了，可惜在决赛中输给了Phil Hellmuth，只获得了第二名。他是最后一个连续赢得世界扑克大赛主赛事的选手，许多预言家都认为他可能将这个荣誉永远保持下去。Jerry Buss，热衷于扑克的洛杉矶湖人队老板，曾经许诺只要陈可以连续获得三次冠军就能得到一枚NBA总冠军戒指。
他喜欢赌博时在自己面前放个“幸运”橙子。在他赢得两连冠之后，其他选手也开始带各种水果到赌桌上，希望能获得好运。他说他带橙子是因为橙子的香味能够掩盖住烦恼他的烟味，因为通常很多比赛都允许抽烟。有趣的是，他曾经是个烟民，但是现在他既不抽烟也不喝酒。
在2005年，他赢得了第十个世界扑克巡回赛，击败了Phil Laak在德州扑克比赛的成绩。他以10条世界扑克巡回赛金手链，和多伊尔·布朗森并列第二名，仅次于Phil Hellmuth。他于2002年进入扑克名人堂。
在2009年，他在香港電影《撲克王》出現，飾演主角張人杰（古天樂飾）的師父。

## 个人生活
除了打扑克之外，陈在拉斯维加斯的同溫層酒店拥有一家快餐店，同时他还是许多赌场的咨询顾问。他渴望能够开一家属于自己的赌场。他也为扑克杂志写文章，如Trader Monthly。他在2005年和Mark Karowe共同撰写了一本扑克指导丛书，《像陳金海一样玩扑克》（Play Poker Like Johnny Chan）（ISBN 1-933074-48-5）。2006年11月28日，他发表了另一本扑克指导丛书，名叫《Million Dollar Hold'em: Winning Big in Limit Cash Games》（ISBN 1-58042-200-4）。此书着重介绍有限下注的德州扑克的玩法。2007年，以他名字命名的在线扑克游戏网站陈扑克正式启动，不过到2008年底，他关闭了这个在线扑克网站。